# جادوگر خوب
جادوگر خوب (انگلیسی: Good Witch) یک مجموعهٔ تلویزیونی کمدی-درام آمریکایی است که از سال ۲۰۱۵ بر روی شبکه هالمارک روی آنتن رفت.

## بازیگران
- کاترین بل در نقش کاساندرا نایتیگل
- بیلی مدیسن در نقش گریس راسل
- جیمز دنتون در نقش دکتر سم رادفورد
- ریس متیو باند در نقش نیک رادفورد
- سارا پاور در نقش ابیگیل پرشینگ، دختر عموی کاساندرا
- کاترین دیشر در نقش مارتا دینسدیل
- کیلی ایوانز در نقش استفانی بوردن
- مارک بندوید در نقش داناوان داونپورت
- اسکات کولهیرو در نقش آدام هاوکینز
- جانپالو ونوتا در نقش وینسنت
- دن جینت در نقش برندون راسل
- کاترین بارل در نقش جوی هارپر
- آنتونی لمکه در نقش رایان الیوت
- پیتر مک‌نیل در نقش جورج اوهانتران